# Глуховецька селищна територіальна громада
Глуховецька селищна територіальна громада — територіальна громада в Україні, в Хмільницькому районі Вінницької області. Адміністративний центр — селище Глухівці.
Площа громади — 65,53 км², населення — 4640 мешканців (2018) (без Бродецької селради і Пузирківської сільради).
Утворена 28 липня 2017 року шляхом об'єднання Глуховецької селищної ради та Непедівської сільської ради Козятинського району.
27 лютого 2019 року внаслідок добровільного приєднання до громади приєдналася Бродецька селищна рада, 9 вересня 2019 року — Пузирківська сільська рада.
12 червня 2020 року Глуховецька селищна громада утворена у складі Глуховецької і Бродецької селищних та Білопільської, Вернигородоцької, Жежелівської, Кашперівської, Непедівської, Пузирківської та Пляхівської сільських рад Козятинського району.

## Населені пункти
До складу громади входять 17 населених пунктів — 4 селища (Бродецьке, Глухівці, Глухівці, Дубина) і 13 сіл: Білопілля, Велике, Верболози, Вернигородок, Гурівці, Держанівка, Жежелів, Кашперівка, Непедівка, Панасівка, Пляхова, Пузирки та Селище.